# Boldecker Land
Boldecker Land er et amt (Samtgemeinde) i Landkreis Gifhorn i den tyske delstat Niedersachsen. Det ligger langs floden Aller, omkring 12 km øst for byen Gifhorn, og 8 km nordvest for Wolfsburg. Administrationen ligger i byen Weyhausen.

## Geografi
Samtgemeinde Boldecker Land ligger mellem Harzen og Lüneburger Heide og støder mod sydøst til byen Wolfsburg. Amtet dækker et areal på 6.959 hektar, hvoraf 11,3 % er bebyggelse og trafikanlæg  De nærmeste byer er Braunschweig, Gifhorn og Wolfsburg.

### Inddeling
Boldecker Land består af seks kommuner: Barwedel, Bokensdorf, Jembke, Tappenbeck, Osloß og Weyhausen.